# Ismaïl Aissati
Ismaïl Aissati (Utrecht, Países Bajos, 16 de agosto de 1988) es un futbolista marroquí. Juega de centrocampista y su equipo es el Denizlispor de la TFF Primera División.

## Trayectoria
Nació el 16 de agosto de 1988 en la ciudad neerlandesa de Utrecht. Juega de media punta aunque también ocupa lugares en el mediocampo pero siempre ofensivos debido a su altura aunque tiene un gran físico. Sus primeros encuentros de fútbol los jugó en su club del barrio conocido como DSO pero finalmente a los tan solo 12 años fue contratado y fichado por el PSV Eindhoven uno de los mejores clubes del fútbol neerlandés que fue campeón de la última liga neerlandesa. En febrero de 2005 su entrenador Guus Hiddink fue el primero en ponerlo en la primera división de su equipo ya que se vio obligado porque disponía de muy pocos jugadores a causa de suspensiones y lesiones y ahí lo encontró. Hizo un gran debut y fue muy tenido en cuenta por el técnico.
Perteneció al segundo equipo de PSV y llegó a jugar con el primer equipo pero actualmente juega en el FC Twente. Esta temporada disputó la pretemporada con el primer equipo de PSV y en la liga ya ha jugado muchas veces como titular y más de suplente pero pasó al Twente esta temporada y el sábado 20 de enero debutó en este club frente al RKC Waalwijk entrando en el minuto 73 y ganandó por 2-1.
Este joven de gran talento y con un futuro inexplicable ha debutado ya internacionalmente también. Fue frente al AC Milan por la UEFA Champions League, el 19 de octubre de 2005, entró en el minuto 63. En ese partido Aissati se dio a conocer para muchos y su equipo logró vencer a los italianos por 1-0. Tenía solo 17 años cuando debutó internacionalmente. Se convirtió en el neerlandés más joven en jugar un partido en la Champions League. Anteriormente era Babel que debutó también a los 17 años pero con 8 meses más. Luego se jugó la vuelta de este partido, el cual Aissati jugó entero.

## Selección nacional
Ha sido internacional con la selección de fútbol de Marruecos, ha jugado 2 partidos internacionales.

## Clubes
| Club                      | País         | Año       |
| ------------------------- | ------------ | --------- |
| PSV Eindhoven             | Países Bajos | 2005-2008 |
| F. C. Twente (cedido)     | Países Bajos | 2006-2007 |
| Ajax de Ámsterdam         | Países Bajos | 2008-2012 |
| S. B. V. Vitesse (cedido) | Países Bajos | 2010-2011 |
| Antalyaspor               | Turquía      | 2012-2013 |
| Terek Grozny              | Rusia        | 2013-2016 |
| Alanyaspor                | Turquía      | 2016-2017 |
| Balıkesirspor             | Turquía      | 2017-2018 |
| Denizlispor               | Turquía      | 2018-2021 |
| Adana Demirspor           | Turquía      | 2021      |
| Denizlispor               | Turquía      | 2021-     |

## Palmarés

### Títulos nacionales
| Título                   | Club              | País         | Año     |
| ------------------------ | ----------------- | ------------ | ------- |
| Eredivisie               | PSV Eindhoven     | Países Bajos | 2005-06 |
| Eredivisie               | PSV Eindhoven     | Países Bajos | 2007-08 |
| Copa de los Países Bajos | Ajax Ámsterdam    | Países Bajos | 2009-10 |
| Eredivisie               | Ajax de Ámsterdam | Países Bajos | 2011-12 |
| Eredivisie               | Ajax de Ámsterdam | Países Bajos | 2012-13 |

### Títulos internacionales
| Título                    | Club (*)            | País         | Año  |
| ------------------------- | ------------------- | ------------ | ---- |
| Eurocopa Sub-21           | Países Bajos sub-21 | Portugal     | 2006 |
| Copa Intertoto de la UEFA | F. C. Twente        | Países Bajos | 2006 |
| Eurocopa Sub-21           | Países Bajos sub-21 | Países Bajos | 2007 |

(*) Incluyendo la selección.